# Оледжо
Оледжо (італ. Oleggio, п'єм. Olegg) — муніципалітет в Італії, у регіоні П'ємонт,  провінція Новара.
Оледжо розташоване на відстані близько 520 км на північний захід від Рима, 95 км на північний схід від Турина, 17 км на північ від Новари.

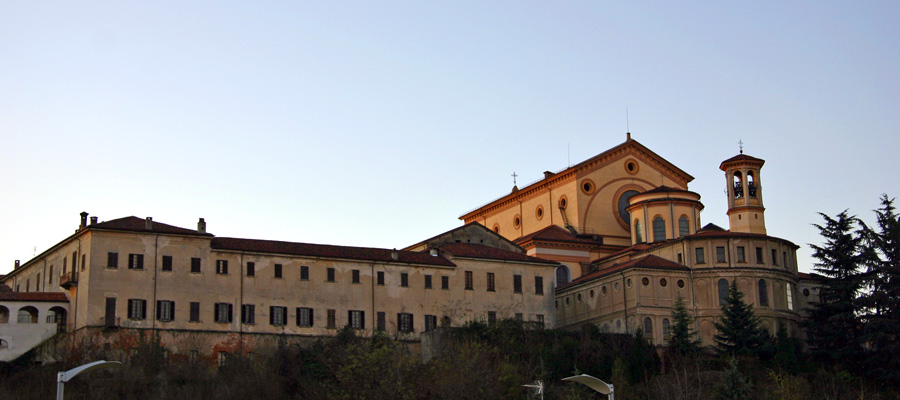

Населення — 13 946 осіб (2014).
Покровитель — SS. Pietro e Paolo.

## Демографія
Населення за роками:

Станом на 1 січня 2023 року в муніципалітеті офіційно проживали 892 іноземці з 60 країн, серед них 171 громадянин країн Євросоюзу та 120 громадян України.

## Сусідні муніципалітети
- Беллінцаго-Новарезе
- Марано-Тічино
- Меццомерико
- Момо
- Вапріо-д'Агонья
- Віццола-Тічино